# II liga argentyńska w piłce nożnej (1998/1999)
Primera B Nacional 1998/1999
Mistrzem drugiej ligi argentyńskiej został klub Instituto Córdoba, natomiast wicemistrzem - klub Chacarita Juniors.
Drugą ligę argentyńską po sezonie 1998/1999 opuściły następujące kluby
| Klub                   | Przyczyna                                                                       |
| ---------------------- | ------------------------------------------------------------------------------- |
| Instituto Córdoba      | Awans do I ligi (mistrz II ligi)                                                |
| Chacarita Juniors      | Awans do I ligi (wicemistrz II ligi)                                            |
| CA Estudiantes         | Spadek do III ligi (ostatni w tabeli spadkowej Metropolitana)                   |
| Atlanta Buenos Aires   | Spadek do III ligi (przedostatni w tabeli spadkowej Metropolitana)              |
| Douglas Haig Pergamino | Spadek do III ligi (ostatni w tabeli spadkowej Interior - przegrany baraż)      |
| Huracán Corrientes     | Spadek do III ligi (przedostatni w tabeli spadkowej Interior - przegrany baraż) |

Do drugiej ligi argentyńskiej po sezonie 1998/1999 przybyły następujące kluby
| Klub                            | Przyczyna                                                                      |
| ------------------------------- | ------------------------------------------------------------------------------ |
| CA Platense                     | Spadek z I ligi (przedostatni w tabeli spadkowej)                              |
| CA Huracán                      | Spadek z I ligi (ostatni w tabeli spadkowej)                                   |
| Argentino Rosario               | Awans z III ligi (mistrz Primera B Metropolitana)                              |
| CA Temperley                    | Awans z III ligi (wicemistrz Primera B Metropolitana)                          |
| Independiente Rivadavia Mendoza | Awans z III ligi (mistrz grupy A Torneo Argentino A)                           |
| Racing Córdoba                  | Awans z III ligi (mistrz grupy B Torneo Argentino A)                           |
| Racing Córdoba                  | Awans z III ligi (wicemistrz grupy A Villa Mitre Bahía Blanca - wygrany baraż) |

Druga liga powiększona została z 33 do 34 klubów.

## Zona Metropolitana

### Metropolitana 1
| 15 - 16 sierpnia 1998                                            |
| ---------------------------------------------------------------- |
| CA Estudiantes - Club El Porvenir 0:3                            |
| Nueva Chicago Buenos Aires - Defensa y Justicia Buenos Aires 0:2 |
| Deportivo Español - Los Andes Buenos Aires 0:0                   |
| San Miguel Buenos Aires - Chacarita Juniors 0:1                  |
| CA Banfield - Atlanta Buenos Aires 1:1                           |
| CA Argentino de Quilmes - CA All Boys 1:3                        |
| Arsenal Sarandí Buenos Aires - Almagro Buenos Aires 4:1          |
| Central Córdoba Rosario - Morón Buenos Aires 0:0                 |

### Metropolitana 2
| 22 - 23 sierpnia 1998                                   |
| ------------------------------------------------------- |
| Morón Buenos Aires - Arsenal Sarandí Buenos Aires 0:1   |
| Almagro Buenos Aires - CA Argentino de Quilmes 1:2      |
| CA All Boys - CA Banfield 0:1                           |
| Atlanta Buenos Aires - San Miguel Buenos Aires 1:1      |
| Chacarita Juniors - Deportivo Español 4:1               |
| Los Andes Buenos Aires - Nueva Chicago Buenos Aires 1:1 |
| Defensa y Justicia Buenos Aires - CA Estudiantes 2:1    |

| Data                 | Mecz                            |
| -------------------- | ------------------------------- |
| 21 października 1998 | Club El Porvenir - CA Tigre 2:2 |

### Metropolitana 3
| 29 - 30 sierpnia 1998                                      |
| ---------------------------------------------------------- |
| CA Tigre - Defensa y Justicia Buenos Aires 0:1             |
| CA Estudiantes - Los Andes Buenos Aires 0:0                |
| Nueva Chicago Buenos Aires - Chacarita Juniors 0:1         |
| Deportivo Español - Atlanta Buenos Aires 1:0               |
| San Miguel Buenos Aires - CA All Boys 0:0                  |
| CA Banfield - Almagro Buenos Aires 4:2                     |
| CA Argentino de Quilmes - Morón Buenos Aires 1:1           |
| Arsenal Sarandí Buenos Aires - Central Córdoba Rosario 2:0 |

### Metropolitana 4
| 5 - 6 września 1998                                    |
| ------------------------------------------------------ |
| Central Córdoba Rosario - CA Argentino de Quilmes 1:2  |
| Morón Buenos Aires - CA Banfield 0:1                   |
| Almagro Buenos Aires - San Miguel Buenos Aires 0:0     |
| CA All Boys - Deportivo Español 0:1                    |
| Atlanta Buenos Aires - Nueva Chicago Buenos Aires 1:0  |
| Chacarita Juniors - CA Estudiantes 1:0                 |
| Los Andes Buenos Aires - CA Tigre 0:2                  |
| Defensa y Justicia Buenos Aires - Club El Porvenir 0:3 |

### Metropolitana 5
| 12 - 13 września 1998                                      |
| ---------------------------------------------------------- |
| Club El Porvenir - Los Andes Buenos Aires 0:2              |
| CA Tigre - Chacarita Juniors 0:0                           |
| CA Estudiantes - Atlanta Buenos Aires 0:0                  |
| Nueva Chicago Buenos Aires - CA All Boys 1:1               |
| Deportivo Español - Almagro Buenos Aires 3:1               |
| San Miguel Buenos Aires - Morón Buenos Aires 0:1           |
| CA Banfield - Central Córdoba Rosario 1:1                  |
| CA Argentino de Quilmes - Arsenal Sarandí Buenos Aires 0:3 |

### Metropolitana 6
| 19 - 20 września 1998                                        |
| ------------------------------------------------------------ |
| Arsenal Sarandí Buenos Aires - CA Banfield 0:1               |
| Central Córdoba Rosario - San Miguel Buenos Aires 1:0        |
| Morón Buenos Aires - Deportivo Español 1:1                   |
| Almagro Buenos Aires - Nueva Chicago Buenos Aires 1:1        |
| CA All Boys - CA Estudiantes 2:1                             |
| Atlanta Buenos Aires - CA Tigre 2:2                          |
| Chacarita Juniors - Club El Porvenir 0:2                     |
| Los Andes Buenos Aires - Defensa y Justicia Buenos Aires 0:0 |

### Metropolitana 7
| 26 - 29 września 1998                                      |
| ---------------------------------------------------------- |
| Defensa y Justicia Buenos Aires - Chacarita Juniors 1:3    |
| Club El Porvenir - Atlanta Buenos Aires 1:1                |
| CA Tigre - CA All Boys 2:3                                 |
| CA Estudiantes - Almagro Buenos Aires 0:0                  |
| Nueva Chicago Buenos Aires - Morón Buenos Aires 3:1        |
| Deportivo Español - Central Córdoba Rosario 2:2            |
| San Miguel Buenos Aires - Arsenal Sarandí Buenos Aires 0:1 |
| CA Banfield - CA Argentino de Quilmes 1:1                  |

### Metropolitana 8
| 3 - 4 października 1998                                    |
| ---------------------------------------------------------- |
| CA Argentino de Quilmes - San Miguel Buenos Aires 0:0      |
| Arsenal Sarandí Buenos Aires - Deportivo Español 1:1       |
| Central Córdoba Rosario - Nueva Chicago Buenos Aires 0:0   |
| Morón Buenos Aires - CA Estudiantes 1:1                    |
| Almagro Buenos Aires - CA Tigre 2:1                        |
| CA All Boys - Club El Porvenir 2:1                         |
| Atlanta Buenos Aires - Defensa y Justicia Buenos Aires 1:1 |
| Chacarita Juniors - Los Andes Buenos Aires 2:0             |

### Metropolitana 9
| 10 - 11 października 1998                                     |
| ------------------------------------------------------------- |
| Los Andes Buenos Aires - Atlanta Buenos Aires 1:1             |
| Defensa y Justicia Buenos Aires - CA All Boys 0:1             |
| Club El Porvenir - Almagro Buenos Aires 1:3                   |
| CA Tigre - Morón Buenos Aires 2:0                             |
| CA Estudiantes - Central Córdoba Rosario 0:1                  |
| Nueva Chicago Buenos Aires - Arsenal Sarandí Buenos Aires 2:2 |
| Deportivo Español - CA Argentino de Quilmes 2:2               |
| San Miguel Buenos Aires - CA Banfield 0:2                     |

### Metropolitana 10
| 17 - 20 października 1998                                  |
| ---------------------------------------------------------- |
| CA Banfield - Deportivo Español 4:2                        |
| CA Argentino de Quilmes - Nueva Chicago Buenos Aires 2:2   |
| Arsenal Sarandí Buenos Aires - CA Estudiantes 3:2          |
| Central Córdoba Rosario - CA Tigre 2:1                     |
| Morón Buenos Aires - Club El Porvenir 2:0                  |
| Almagro Buenos Aires - Defensa y Justicia Buenos Aires 2:2 |
| CA All Boys - Los Andes Buenos Aires 3:1                   |
| Atlanta Buenos Aires - Chacarita Juniors 0:0               |

### Metropolitana 11
| 24 - 25 października 1998                                |
| -------------------------------------------------------- |
| Chacarita Juniors - CA All Boys 3:0                      |
| Los Andes Buenos Aires - Almagro Buenos Aires 1:1        |
| Defensa y Justicia Buenos Aires - Morón Buenos Aires 2:0 |
| Club El Porvenir - Central Córdoba Rosario 0:0           |
| CA Tigre - Arsenal Sarandí Buenos Aires 2:6              |
| CA Estudiantes - CA Argentino de Quilmes 0:2             |
| Nueva Chicago Buenos Aires - CA Banfield 3:0             |
| Deportivo Español - San Miguel Buenos Aires 2:0          |

### Metropolitana 12
| 31 października - 1 listopada 1998                            |
| ------------------------------------------------------------- |
| San Miguel Buenos Aires - Nueva Chicago Buenos Aires 1:0      |
| CA Banfield - CA Estudiantes 2:3                              |
| CA Argentino de Quilmes - CA Tigre 4:0                        |
| Arsenal Sarandí Buenos Aires - Club El Porvenir 1:0           |
| Central Córdoba Rosario - Defensa y Justicia Buenos Aires 1:0 |
| Morón Buenos Aires - Los Andes Buenos Aires 1:2               |
| Almagro Buenos Aires - Chacarita Juniors 1:2                  |
| CA All Boys - Atlanta Buenos Aires 3:1                        |

### Metropolitana 13
| 7 - 8 listopada 1998                                               |
| ------------------------------------------------------------------ |
| Atlanta Buenos Aires - Almagro Buenos Aires 0:1                    |
| Los Andes Buenos Aires - Central Córdoba Rosario 2:2               |
| Defensa y Justicia Buenos Aires - Arsenal Sarandí Buenos Aires 2:0 |
| Club El Porvenir - CA Argentino de Quilmes 1:1                     |
| CA Tigre - CA Banfield 3:0                                         |
| CA Estudiantes - San Miguel Buenos Aires 0:1                       |
| Nueva Chicago Buenos Aires - Deportivo Español 2:1                 |

| Data           | Mecz |
| -------------- | --- |
| 8 grudnia 1998 | Chacarita Juniors - Morón Buenos Aires 0:0 mecz przerwany w 37 minucie z powodu zamieszek - zweryfikowany jako porażka 0:1 obu drużyn |

### Metropolitana 14
| 14 - 15 listopada 1998                                        |
| ------------------------------------------------------------- |
| Deportivo Español - CA Estudiantes 1:3                        |
| San Miguel Buenos Aires - CA Tigre 1:1                        |
| CA Banfield - Club El Porvenir 4:0                            |
| CA Argentino de Quilmes - Defensa y Justicia Buenos Aires 2:2 |
| Arsenal Sarandí Buenos Aires - Los Andes Buenos Aires 0:1     |
| Central Córdoba Rosario - Chacarita Juniors 2:0               |
| Morón Buenos Aires - Atlanta Buenos Aires 5:2                 |
| Almagro Buenos Aires - CA All Boys 0:1                        |

### Metropolitana 15
| 21 - 22 listopada 1998                               |
| ---------------------------------------------------- |
| CA All Boys - Morón Buenos Aires 1:3                 |
| Atlanta Buenos Aires - Central Córdoba Rosario 1:0   |
| Chacarita Juniors - Arsenal Sarandí Buenos Aires 1:1 |
| Los Andes Buenos Aires - CA Argentino de Quilmes 0:0 |
| Defensa y Justicia Buenos Aires - CA Banfield 3:1    |
| Club El Porvenir - San Miguel Buenos Aires 2:1       |
| CA Tigre - Deportivo Español 0:1                     |
| CA Estudiantes - Nueva Chicago Buenos Aires 0:1      |

### Metropolitana 16
| 28 - 29 listopada 1998                                        |
| ------------------------------------------------------------- |
| Nueva Chicago Buenos Aires - CA Tigre 1:2                     |
| Deportivo Español - Club El Porvenir 1:3                      |
| San Miguel Buenos Aires - Defensa y Justicia Buenos Aires 0:0 |
| CA Banfield - Los Andes Buenos Aires 1:1                      |
| CA Argentino de Quilmes - Chacarita Juniors 2:1               |
| Arsenal Sarandí Buenos Aires - Atlanta Buenos Aires 1:0       |
| Central Córdoba Rosario - CA All Boys 2:2                     |
| Morón Buenos Aires - Almagro Buenos Aires 2:1                 |

### Metropolitana 17
| 1 - 2 grudnia 1998                                      |
| ------------------------------------------------------- |
| Almagro Buenos Aires - Central Córdoba Rosario 3:1      |
| CA All Boys - Arsenal Sarandí Buenos Aires 1:1          |
| Atlanta Buenos Aires - CA Argentino de Quilmes 2:0      |
| Chacarita Juniors - CA Banfield 1:2                     |
| Los Andes Buenos Aires - San Miguel Buenos Aires 1:2    |
| Defensa y Justicia Buenos Aires - Deportivo Español 3:2 |
| Club El Porvenir - Nueva Chicago Buenos Aires 1:2       |
| CA Tigre - CA Estudiantes 3:0                           |

### Metropolitana 18
| 5 - 7 grudnia 1998                                               |
| ---------------------------------------------------------------- |
| Club El Porvenir - CA Estudiantes 4:0                            |
| Defensa y Justicia Buenos Aires - Nueva Chicago Buenos Aires 1:1 |
| Los Andes Buenos Aires - Deportivo Español 2:2                   |
| Chacarita Juniors - San Miguel Buenos Aires 2:1                  |
| Atlanta Buenos Aires - CA Banfield 0:1                           |
| CA All Boys - CA Argentino de Quilmes 3:1                        |
| Almagro Buenos Aires - Arsenal Sarandí Buenos Aires 2:2          |
| Morón Buenos Aires - Central Córdoba Rosario 2:2                 |

### Metropolitana 19
| 6 - 7 marca 1999                                        |
| ------------------------------------------------------- |
| Arsenal Sarandí Buenos Aires - Morón Buenos Aires 2:1   |
| CA Argentino de Quilmes - Almagro Buenos Aires 3:0      |
| CA Banfield - CA All Boys 0:0                           |
| San Miguel Buenos Aires - Atlanta Buenos Aires 2:0      |
| Deportivo Español - Chacarita Juniors 2:1               |
| Nueva Chicago Buenos Aires - Los Andes Buenos Aires 5:0 |
| CA Estudiantes - Defensa y Justicia Buenos Aires 4:5    |
| CA Tigre - Club El Porvenir 2:0                         |

### Metropolitana 20
| 13 - 14 marca 1999                                         |
| ---------------------------------------------------------- |
| Defensa y Justicia Buenos Aires - CA Tigre 0:0             |
| Los Andes Buenos Aires - CA Estudiantes 1:1                |
| Chacarita Juniors - Nueva Chicago Buenos Aires 4:1         |
| Atlanta Buenos Aires - Deportivo Español 2:1               |
| CA All Boys - San Miguel Buenos Aires 1:1                  |
| Almagro Buenos Aires - CA Banfield 1:1                     |
| Morón Buenos Aires - CA Argentino de Quilmes 1:2           |
| Central Córdoba Rosario - Arsenal Sarandí Buenos Aires 4:1 |

### Metropolitana 21
| 16 - 17 marca 1999                                     |
| ------------------------------------------------------ |
| CA Argentino de Quilmes - Central Córdoba Rosario 0:0  |
| CA Banfield - Morón Buenos Aires 2:1                   |
| San Miguel Buenos Aires - Almagro Buenos Aires 2:3     |
| Deportivo Español - CA All Boys 1:1                    |
| Nueva Chicago Buenos Aires - Atlanta Buenos Aires 2:1  |
| CA Estudiantes - Chacarita Juniors 0:0                 |
| CA Tigre - Los Andes Buenos Aires 3:2                  |
| Club El Porvenir - Defensa y Justicia Buenos Aires 2:1 |

### Metropolitana 22
| 20 - 21 marca 1999                                                                                         |
| --- |
| Los Andes Buenos Aires - Club El Porvenir 1:1                                                              |
| Chacarita Juniors - CA Tigre 2:1                                                                           |
| Atlanta Buenos Aires - CA Estudiantes 3:1                                                                  |
| CA All Boys - Nueva Chicago Buenos Aires 3:0 mecz przerwany w 87 minucie przy stanie 3:0 - wynik zachowano |
| Almagro Buenos Aires - Deportivo Español 0:3                                                               |
| Central Córdoba Rosario - CA Banfield 1:1                                                                  |
| Arsenal Sarandí Buenos Aires - CA Argentino de Quilmes 3:0                                                 |

| Data             | Mecz                                             |
| ---------------- | ------------------------------------------------ |
| 13 kwietnia 1999 | Morón Buenos Aires - San Miguel Buenos Aires 0:2 |

### Metropolitana 23
| 27 - 28 marca 1999                                           |
| ------------------------------------------------------------ |
| CA Banfield - Arsenal Sarandí Buenos Aires 0:3               |
| San Miguel Buenos Aires - Central Córdoba Rosario 3:2        |
| Deportivo Español - Morón Buenos Aires 1:1                   |
| Nueva Chicago Buenos Aires - Almagro Buenos Aires 2:1        |
| CA Estudiantes - CA All Boys 1:1                             |
| CA Tigre - Atlanta Buenos Aires 2:2                          |
| Club El Porvenir - Chacarita Juniors 2:4                     |
| Defensa y Justicia Buenos Aires - Los Andes Buenos Aires 1:1 |

### Metropolitana 24
| 3 - 4 kwietnia 1999                                        |
| ---------------------------------------------------------- |
| Chacarita Juniors - Defensa y Justicia Buenos Aires 2:0    |
| Atlanta Buenos Aires - Club El Porvenir 3:3                |
| CA All Boys - CA Tigre 0:2                                 |
| Almagro Buenos Aires - CA Estudiantes 2:2                  |
| Morón Buenos Aires - Nueva Chicago Buenos Aires 1:1        |
| Central Córdoba Rosario - Deportivo Español 3:1            |
| Arsenal Sarandí Buenos Aires - San Miguel Buenos Aires 1:0 |
| CA Argentino de Quilmes - CA Banfield 4:3                  |

### Metropolitana 25
| 6 - 7 kwietnia 1999                                        |
| ---------------------------------------------------------- |
| San Miguel Buenos Aires - CA Argentino de Quilmes 3:1      |
| Deportivo Español - Arsenal Sarandí Buenos Aires 0:1       |
| Nueva Chicago Buenos Aires - Central Córdoba Rosario 4:1   |
| CA Estudiantes - Morón Buenos Aires 0:1                    |
| CA Tigre - Almagro Buenos Aires 1:1                        |
| Club El Porvenir - CA All Boys 3:1                         |
| Defensa y Justicia Buenos Aires - Atlanta Buenos Aires 1:1 |
| Los Andes Buenos Aires - Chacarita Juniors 0:1             |

### Metropolitana 26
| 10 - 11 kwietnia 1999                                         |
| ------------------------------------------------------------- |
| Atlanta Buenos Aires - Los Andes Buenos Aires 2:2             |
| CA All Boys - Defensa y Justicia Buenos Aires 1:0             |
| Almagro Buenos Aires - Club El Porvenir 1:1                   |
| Morón Buenos Aires - CA Tigre 2:2                             |
| Central Córdoba Rosario - CA Estudiantes 4:2                  |
| Arsenal Sarandí Buenos Aires - Nueva Chicago Buenos Aires 0:2 |
| CA Argentino de Quilmes - Deportivo Español 1:0               |
| CA Banfield - San Miguel Buenos Aires 0:1                     |

### Metropolitana 27
| 17 - 18 kwietnia 1999                                      |
| ---------------------------------------------------------- |
| Deportivo Español - CA Banfield 1:0                        |
| Nueva Chicago Buenos Aires - CA Argentino de Quilmes 1:3   |
| CA Estudiantes - Arsenal Sarandí Buenos Aires 1:1          |
| CA Tigre - Central Córdoba Rosario 1:1                     |
| Club El Porvenir - Morón Buenos Aires 4:3                  |
| Defensa y Justicia Buenos Aires - Almagro Buenos Aires 1:1 |
| Los Andes Buenos Aires - CA All Boys 3:0                   |
| Chacarita Juniors - Atlanta Buenos Aires 2:2               |

### Metropolitana 28
| 20 - 21 kwietnia 1999                                    |
| -------------------------------------------------------- |
| CA All Boys - Chacarita Juniors 1:3                      |
| Almagro Buenos Aires - Los Andes Buenos Aires 2:0        |
| Morón Buenos Aires - Defensa y Justicia Buenos Aires 0:0 |
| Central Córdoba Rosario - Club El Porvenir 1:1           |
| Arsenal Sarandí Buenos Aires - CA Tigre 1:0              |
| CA Argentino de Quilmes - CA Estudiantes 1:2             |
| CA Banfield - Nueva Chicago Buenos Aires 1:1             |
| San Miguel Buenos Aires - Deportivo Español 0:1          |

### Metropolitana 29
| 24 - 25 kwietnia 1999                                         |
| ------------------------------------------------------------- |
| Nueva Chicago Buenos Aires - San Miguel Buenos Aires 1:1      |
| CA Estudiantes - CA Banfield 3:0                              |
| CA Tigre - CA Argentino de Quilmes 2:2                        |
| Club El Porvenir - Arsenal Sarandí Buenos Aires 1:1           |
| Defensa y Justicia Buenos Aires - Central Córdoba Rosario 3:3 |
| Los Andes Buenos Aires - Morón Buenos Aires 0:1               |
| Chacarita Juniors - Almagro Buenos Aires 3:0                  |
| Atlanta Buenos Aires - CA All Boys 0:1                        |

### Metropolitana 30
| 2 - 4 maja 1999                                                    |
| ------------------------------------------------------------------ |
| Almagro Buenos Aires - Atlanta Buenos Aires 1:0                    |
| Morón Buenos Aires - Chacarita Juniors 0:1                         |
| Central Córdoba Rosario - Los Andes Buenos Aires 2:1               |
| Arsenal Sarandí Buenos Aires - Defensa y Justicia Buenos Aires 2:2 |
| CA Argentino de Quilmes - Club El Porvenir 4:2                     |
| CA Banfield - CA Tigre 1:1                                         |
| San Miguel Buenos Aires - CA Estudiantes 2:1                       |

| Data         | Mecz                                               |
| ------------ | -------------------------------------------------- |
| 24 maja 1999 | Deportivo Español - Nueva Chicago Buenos Aires 1:1 |

### Metropolitana 31
| 8 - 9 maja 1999                                               |
| ------------------------------------------------------------- |
| CA Estudiantes - Deportivo Español 2:5                        |
| CA Tigre - San Miguel Buenos Aires 0:0                        |
| Club El Porvenir - CA Banfield 2:0                            |
| Defensa y Justicia Buenos Aires - CA Argentino de Quilmes 3:0 |
| Los Andes Buenos Aires - Arsenal Sarandí Buenos Aires 1:3     |
| Chacarita Juniors - Central Córdoba Rosario 2:1               |
| Atlanta Buenos Aires - Morón Buenos Aires 1:1                 |
| CA All Boys - Almagro Buenos Aires 4:0                        |

### Metropolitana 32
| 15 - 16 maja 1999                                    |
| ---------------------------------------------------- |
| Morón Buenos Aires - CA All Boys 0:0                 |
| Central Córdoba Rosario - Atlanta Buenos Aires 0:2   |
| Arsenal Sarandí Buenos Aires - Chacarita Juniors 2:2 |
| CA Argentino de Quilmes - Los Andes Buenos Aires 2:2 |
| CA Banfield - Defensa y Justicia Buenos Aires 1:3    |
| San Miguel Buenos Aires - Club El Porvenir 3:0       |
| Deportivo Español - CA Tigre 2:2                     |
| Nueva Chicago Buenos Aires - CA Estudiantes 3:0      |

### Metropolitana 33
| 18 - 19 maja 1999                                             |
| ------------------------------------------------------------- |
| CA Tigre - Nueva Chicago Buenos Aires 2:0                     |
| Club El Porvenir - Deportivo Español 2:1                      |
| Defensa y Justicia Buenos Aires - San Miguel Buenos Aires 1:1 |
| Los Andes Buenos Aires - CA Banfield 0:0                      |
| Chacarita Juniors - CA Argentino de Quilmes 1:0               |
| Atlanta Buenos Aires - Arsenal Sarandí Buenos Aires 1:0       |
| CA All Boys - Central Córdoba Rosario 1:3                     |
| Almagro Buenos Aires - Morón Buenos Aires 0:0                 |

### Metropolitana 34
| 22 - 23 maja 1999                                       |
| ------------------------------------------------------- |
| Central Córdoba Rosario - Almagro Buenos Aires 0:1      |
| Arsenal Sarandí Buenos Aires - CA All Boys 2:5          |
| CA Argentino de Quilmes - Atlanta Buenos Aires 5:0      |
| CA Banfield - Chacarita Juniors 2:0                     |
| San Miguel Buenos Aires - Los Andes Buenos Aires 1:0    |
| Deportivo Español - Defensa y Justicia Buenos Aires 2:1 |
| Nueva Chicago Buenos Aires - Club El Porvenir 1:2       |
| CA Estudiantes - CA Tigre 0:1                           |

### Tabela Zona Metropolitana
| Poz | Klub                            | Mecze | Zw | Rem | Por | Pkt | BrZd | BrStr |
| --- | ------------------------------- | ----- | -- | --- | --- | --- | ---- | ----- |
| 1   | Chacarita Juniors               | 32    | 19 | 6   | 7   | 63  | 50   | 28    |
| 2   | Arsenal Sarandí Buenos Aires    | 32    | 16 | 9   | 7   | 57  | 52   | 36    |
| 3   | CA All Boys                     | 32    | 14 | 9   | 9   | 51  | 46   | 40    |
| 4   | CA Argentino de Quilmes         | 32    | 12 | 11  | 9   | 47  | 51   | 46    |
| 5   | Club El Porvenir                | 32    | 12 | 9   | 11  | 45  | 50   | 49    |
| 6   | Nueva Chicago Buenos Aires      | 32    | 11 | 11  | 10  | 44  | 45   | 39    |
| 7   | Defensa y Justicia Buenos Aires | 32    | 10 | 14  | 8   | 44  | 44   | 39    |
| 8   | CA Tigre                        | 32    | 10 | 13  | 9   | 43  | 45   | 41    |
| 9   | San Miguel Buenos Aires         | 32    | 11 | 10  | 11  | 43  | 30   | 27    |
| 10  | Central Córdoba Rosario         | 32    | 10 | 13  | 9   | 43  | 43   | 41    |
| 11  | Deportivo Español               | 32    | 11 | 10  | 11  | 43  | 47   | 46    |
| 12  | CA Banfield                     | 32    | 11 | 10  | 11  | 43  | 39   | 43    |
| 13  | Almagro Buenos Aires            | 32    | 8  | 12  | 12  | 36  | 35   | 50    |
| 14  | Atlanta Buenos Aires            | 32    | 7  | 14  | 11  | 35  | 34   | 43    |
| 15  | Morón Buenos Aires              | 32    | 7  | 12  | 13  | 28* | 32   | 38    |
| 16  | Los Andes Buenos Aires          | 32    | 4  | 16  | 12  | 28  | 29   | 42    |
| 17  | CA Estudiantes                  | 32    | 4  | 9   | 19  | 21  | 31   | 57    |

- 5 punktów odjętych z powodu zajść w 13 kolejce

### Tabela spadkowa Metropolitana
| Poz | Klub                            | 1996/97 pkt | 1997/98 pkt | 1998/99 pkt | Razem pkt | Razem mecze | Średnia |
| --- | ------------------------------- | ----------- | ----------- | ----------- | --------- | ----------- | ------- |
| 1   | Chacarita Juniors               | 22          | 49          | 63          | 134       | 78          | 1.717   |
| 2   | CA Banfield                     | 0           | 62          | 43          | 105       | 62          | 1.693   |
| 3   | CA All Boys                     | 24          | 46          | 51          | 121       | 78          | 1.551   |
| 4   | CA Argentino de Quilmes         | 25          | 48          | 47          | 120       | 78          | 1.538   |
| 5   | Arsenal Sarandí Buenos Aires    | 16          | 46          | 57          | 119       | 78          | 1.525   |
| 6   | Central Córdoba Rosario         | 23          | 48          | 43          | 114       | 78          | 1.461   |
| 7   | San Miguel Buenos Aires         | 0           | 45          | 43          | 88        | 62          | 1.419   |
| 8   | Nueva Chicago Buenos Aires      | 26          | 40          | 44          | 110       | 78          | 1.410   |
| 9   | Club El Porvenir                | 0           | 0           | 45          | 45        | 32          | 1.406   |
| 10  | Defensa y Justicia Buenos Aires | 0           | 42          | 44          | 86        | 62          | 1.387   |
| 11  | Los Andes Buenos Aires          | 30          | 48          | 28          | 106       | 78          | 1.354   |
| 12  | Deportivo Español               | 0           | 0           | 43          | 43        | 32          | 1.343   |
| 13  | CA Tigre                        | 0           | 0           | 43          | 43        | 32          | 1.343   |
| 14  | Almagro Buenos Aires            | 27          | 22          | 36          | 85        | 78          | 1.089   |
| 15  | Morón Buenos Aires              | 27          | 30          | 28          | 85        | 78          | 1.089   |
| 16  | Atlanta Buenos Aires            | 22          | 27          | 35          | 84        | 78          | 1.076   |
| 17  | CA Estudiantes                  | 10          | 45          | 21          | 76        | 78          | 0.974   |

## Zona Interior

### Interior 1
| 20 - 23 sierpnia 1998                                              |
| ------------------------------------------------------------------ |
| Atlético Tucumán - Huracán Corrientes 2:0                          |
| Juventud Antoniana Salta - Olimpo Bahía Blanca 4:0                 |
| Almirante Brown Arrecifes - Instituto Córdoba 0:1                  |
| San Martín San Juan - Godoy Cruz Antonio Tomba 1:1                 |
| San Martín Mendoza - Cipolletti 1:2                                |
| Atlético Rafaela - Douglas Haig Pergamino 0:1                      |
| Aldosivi Mar del Plata - Gimnasia y Tiro Salta 0:0                 |
| Gimnasia y Esgrima Concepcion del Uruguay - San Martín Tucumán 1:0 |

### Interior 2
| 27 - 30 sierpnia 1998                                            |
| ---------------------------------------------------------------- |
| Gimnasia y Esgrima Concepcion del Uruguay - Atlético Tucumán 0:0 |
| San Martín Tucumán - Aldosivi Mar del Plata 0:1                  |
| Gimnasia y Tiro Salta - Atlético Rafaela 0:0                     |
| Douglas Haig Pergamino - San Martín Mendoza 1:0                  |
| Cipolletti - San Martín San Juan 2:1                             |
| Godoy Cruz Antonio Tomba - Almirante Brown Arrecifes 0:3         |
| Instituto Córdoba - Juventud Antoniana Salta 2:0                 |
| Olimpo Bahía Blanca - Huracán Corrientes 2:2                     |

### Interior 3
| 3 - 6 września 1998                                                    |
| ---------------------------------------------------------------------- |
| Atlético Tucumán - Olimpo Bahía Blanca 4:1                             |
| Huracán Corrientes - Instituto Córdoba 1:1                             |
| Juventud Antoniana Salta - Godoy Cruz Antonio Tomba 0:0                |
| Almirante Brown Arrecifes - Cipolletti 0:0                             |
| San Martín San Juan - Douglas Haig Pergamino 2:0                       |
| San Martín Mendoza - Gimnasia y Tiro Salta 0:0                         |
| Atlético Rafaela - San Martín Tucumán 0:0                              |
| Aldosivi Mar del Plata - Gimnasia y Esgrima Concepcion del Uruguay 1:0 |

### Interior 4
| 10 - 13 września 1998                                            |
| ---------------------------------------------------------------- |
| Aldosivi Mar del Plata - Atlético Tucumán 3:1                    |
| Gimnasia y Esgrima Concepcion del Uruguay - Atlético Rafaela 0:1 |
| San Martín Tucumán - San Martín Mendoza 2:1                      |
| Gimnasia y Tiro Salta - San Martín San Juan 1:1                  |
| Douglas Haig Pergamino - Almirante Brown Arrecifes 0:1           |
| Cipolletti - Juventud Antoniana Salta 1:1                        |
| Godoy Cruz Antonio Tomba - Huracán Corrientes 1:1                |
| Instituto Córdoba - Olimpo Bahía Blanca 2:2                      |

### Interior 5
| 17 - 20 września 1998                                              |
| ------------------------------------------------------------------ |
| Atlético Tucumán - Instituto Córdoba 3:1                           |
| Olimpo Bahía Blanca - Godoy Cruz Antonio Tomba 4:0                 |
| Huracán Corrientes - Cipolletti 1:2                                |
| Juventud Antoniana Salta - Douglas Haig Pergamino 4:1              |
| Almirante Brown Arrecifes - Gimnasia y Tiro Salta 4:2              |
| San Martín San Juan - San Martín Tucumán 2:2                       |
| San Martín Mendoza - Gimnasia y Esgrima Concepcion del Uruguay 0:1 |
| Atlético Rafaela - Aldosivi Mar del Plata 2:0                      |

### Interior 6
| 24 - 27 września 1998                                               |
| ------------------------------------------------------------------- |
| Atlético Rafaela - Atlético Tucumán 0:1                             |
| Aldosivi Mar del Plata - San Martín Mendoza 3:1                     |
| Gimnasia y Esgrima Concepcion del Uruguay - San Martín San Juan 0:0 |
| San Martín Tucumán - Almirante Brown Arrecifes 2:0                  |
| Gimnasia y Tiro Salta - Juventud Antoniana Salta 2:3                |
| Douglas Haig Pergamino - Huracán Corrientes 3:3                     |
| Cipolletti - Olimpo Bahía Blanca 5:0                                |
| Godoy Cruz Antonio Tomba - Instituto Córdoba 0:0                    |

### Interior 7
| 1 - 4 października 1998                                                   |
| ------------------------------------------------------------------------- |
| Atlético Tucumán - Godoy Cruz Antonio Tomba 3:0                           |
| Instituto Córdoba - Cipolletti 3:1                                        |
| Olimpo Bahía Blanca - Douglas Haig Pergamino 1:0                          |
| Huracán Corrientes - Gimnasia y Tiro Salta 3:1                            |
| Juventud Antoniana Salta - San Martín Tucumán 1:1                         |
| Almirante Brown Arrecifes - Gimnasia y Esgrima Concepcion del Uruguay 3:2 |
| San Martín San Juan - Aldosivi Mar del Plata 1:0                          |
| San Martín Mendoza - Atlético Rafaela 2:1                                 |

### Interior 8
| 8 - 11 października 1998                                                 |
| ------------------------------------------------------------------------ |
| San Martín Mendoza - Atlético Tucumán 2:1                                |
| Atlético Rafaela - San Martín San Juan 3:3                               |
| Aldosivi Mar del Plata - Almirante Brown Arrecifes 3:0                   |
| Gimnasia y Esgrima Concepcion del Uruguay - Juventud Antoniana Salta 1:1 |
| San Martín Tucumán - Huracán Corrientes 2:1                              |
| Gimnasia y Tiro Salta - Olimpo Bahía Blanca 2:2                          |
| Douglas Haig Pergamino - Instituto Córdoba 0:1                           |
| Cipolletti - Godoy Cruz Antonio Tomba 2:1                                |

### Interior 9
| 15 - 18 października 1998                                          |
| ------------------------------------------------------------------ |
| Atlético Tucumán - Cipolletti 7:0                                  |
| Godoy Cruz Antonio Tomba - Douglas Haig Pergamino 2:1              |
| Instituto Córdoba - Gimnasia y Tiro Salta 3:0                      |
| Olimpo Bahía Blanca - San Martín Tucumán 2:0                       |
| Huracán Corrientes - Gimnasia y Esgrima Concepcion del Uruguay 1:1 |
| Juventud Antoniana Salta - Aldosivi Mar del Plata 2:0              |
| Almirante Brown Arrecifes - Atlético Rafaela 3:1                   |
| San Martín San Juan - San Martín Mendoza 1:1                       |

### Interior 10
| Data                 | Mecz                                                                |
| -------------------- | ------------------------------------------------------------------- |
| 22 października 1998 | San Martín San Juan - Atlético Tucumán 2:0                          |
| 22 października 1998 | San Martín Mendoza - Almirante Brown Arrecifes 2:0                  |
| 22 października 1998 | Atlético Rafaela - Juventud Antoniana Salta 1:0                     |
| 22 października 1998 | Aldosivi Mar del Plata - Huracán Corrientes 1:1                     |
| 22 października 1998 | Gimnasia y Esgrima Concepcion del Uruguay - Olimpo Bahía Blanca 2:2 |
| 22 października 1998 | San Martín Tucumán - Instituto Córdoba 2:1                          |
| 22 października 1998 | Gimnasia y Tiro Salta - Godoy Cruz Antonio Tomba 1:1                |
| 22 października 1998 | Douglas Haig Pergamino - Cipolletti 2:2                             |

### Interior 11
| 30 - 1 listopada 1998                                             |
| ----------------------------------------------------------------- |
| Atlético Tucumán - Douglas Haig Pergamino 3:1                     |
| Cipolletti - Gimnasia y Tiro Salta 5:1                            |
| Godoy Cruz Antonio Tomba - San Martín Tucumán 5:1                 |
| Instituto Córdoba - Gimnasia y Esgrima Concepcion del Uruguay 3:0 |
| Olimpo Bahía Blanca - Aldosivi Mar del Plata 2:1                  |
| Huracán Corrientes - Atlético Rafaela 1:1                         |
| Juventud Antoniana Salta - San Martín Mendoza 2:0                 |
| Almirante Brown Arrecifes - San Martín San Juan 3:1               |

### Interior 12
| 5 - 6 listopada 1998 |
| --- |
| Almirante Brown Arrecifes - Atlético Tucumán 3:0 |
| San Martín San Juan - Juventud Antoniana Salta 1:2 |
| San Martín Mendoza - Huracán Corrientes 1:0 |
| Atlético Rafaela - Olimpo Bahía Blanca 1:0 |
| Aldosivi Mar del Plata - Instituto Córdoba 2:3 |
| Gimnasia y Esgrima Concepcion del Uruguay - Godoy Cruz Antonio Tomba 3:1                                                                                        |
| San Martín Tucumán - Cipolletti 2:4 |
| Gimnasia y Tiro Salta - Douglas Haig Pergamino 0:1 walkower mecz przerwany w 67 minucie przy stanie 1:1, zweryfikowany jako walkower 0:1 dla klubu Douglas Haig |

### Interior 13
| 12 - 15 listopada 1998                                     |
| ---------------------------------------------------------- |
| Atlético Tucumán - Gimnasia y Tiro Salta 0:1               |
| Douglas Haig Pergamino - San Martín Tucumán 1:0            |
| Cipolletti - Gimnasia y Esgrima Concepcion del Uruguay 2:0 |
| Godoy Cruz Antonio Tomba - Aldosivi Mar del Plata 0:0      |
| Instituto Córdoba - Atlético Rafaela 2:1                   |
| Olimpo Bahía Blanca - San Martín Mendoza 2:0               |
| Huracán Corrientes - San Martín San Juan 0:0               |
| Juventud Antoniana Salta - Almirante Brown Arrecifes 3:1   |

### Interior 14
| 19 - 22 listopada 1998                                                 |
| ---------------------------------------------------------------------- |
| Juventud Antoniana Salta - Atlético Tucumán 1:0                        |
| Almirante Brown Arrecifes - Huracán Corrientes 1:0                     |
| San Martín San Juan - Olimpo Bahía Blanca 1:1                          |
| San Martín Mendoza - Instituto Córdoba 3:3                             |
| Atlético Rafaela - Godoy Cruz Antonio Tomba 3:0                        |
| Aldosivi Mar del Plata - Cipolletti 1:1                                |
| Gimnasia y Esgrima Concepcion del Uruguay - Douglas Haig Pergamino 2:1 |
| San Martín Tucumán - Gimnasia y Tiro Salta 3:2                         |

### Interior 15
| 26 - 29 listopada 1998 |
| --- |
| Atlético Tucumán - San Martín Tucumán 3:1 |
| Gimnasia y Tiro Salta - Gimnasia y Esgrima Concepcion del Uruguay 1:0 |
| Douglas Haig Pergamino - Aldosivi Mar del Plata 2:0 walkower mecz przerwany w 70 minucie przy stanie 4:2 z powodu zamieszek - zweryfikowany później jako 2:0 walkower dla Douglas Haig i jako porażka 2:4 klubu Aldovisi |
| Cipolletti - Atlético Rafaela 1:1 |
| Godoy Cruz Antonio Tomba - San Martín Mendoza 0:3 |
| Instituto Córdoba - San Martín San Juan 1:0 |
| Olimpo Bahía Blanca - Almirante Brown Arrecifes 2:1 |
| Huracán Corrientes - Juventud Antoniana Salta 1:0 |

### Interior 16
| 3 - 6 grudnia 1998                                                 |
| ------------------------------------------------------------------ |
| Huracán Corrientes - Atlético Tucumán 2:1                          |
| Olimpo Bahía Blanca - Juventud Antoniana Salta 2:1                 |
| Instituto Córdoba - Almirante Brown Arrecifes 3:0                  |
| Godoy Cruz Antonio Tomba - San Martín San Juan 0:1                 |
| Cipolletti - San Martín Mendoza 2:1                                |
| Douglas Haig Pergamino - Atlético Rafaela 1:4                      |
| Gimnasia y Tiro Salta - Aldosivi Mar del Plata 2:1                 |
| San Martín Tucumán - Gimnasia y Esgrima Concepcion del Uruguay 3:1 |

### Interior 17
| 6 - 8 marca 1999                                                 |
| ---------------------------------------------------------------- |
| Atlético Tucumán - Gimnasia y Esgrima Concepcion del Uruguay 2:0 |
| Aldosivi Mar del Plata - San Martín Tucumán 0:0                  |
| Atlético Rafaela - Gimnasia y Tiro Salta 2:1                     |
| San Martín Mendoza - Douglas Haig Pergamino 1:0                  |
| San Martín San Juan - Cipolletti 1:0                             |
| Almirante Brown Arrecifes - Godoy Cruz Antonio Tomba 4:1         |
| Juventud Antoniana Salta - Instituto Córdoba 2:3                 |
| Huracán Corrientes - Olimpo Bahía Blanca 1:1                     |

### Interior 18
| 11 - 14 marca 1999                                                     |
| ---------------------------------------------------------------------- |
| Olimpo Bahía Blanca - Atlético Tucumán 1:1                             |
| Instituto Córdoba - Huracán Corrientes 4:0                             |
| Godoy Cruz Antonio Tomba - Juventud Antoniana Salta 2:0                |
| Cipolletti - Almirante Brown Arrecifes 2:1                             |
| Douglas Haig Pergamino - San Martín San Juan 1:2                       |
| Gimnasia y Tiro Salta - San Martín Mendoza 2:3                         |
| San Martín Tucumán - Atlético Rafaela 3:0                              |
| Gimnasia y Esgrima Concepcion del Uruguay - Aldosivi Mar del Plata 3:0 |

### Interior 19
| 18 - 21 marca 1999                                               |
| ---------------------------------------------------------------- |
| Atlético Tucumán - Aldosivi Mar del Plata 4:1                    |
| Atlético Rafaela - Gimnasia y Esgrima Concepcion del Uruguay 6:3 |
| San Martín Mendoza - San Martín Tucumán 1:1                      |
| San Martín San Juan - Gimnasia y Tiro Salta 2:2                  |
| Almirante Brown Arrecifes - Douglas Haig Pergamino 3:2           |
| Juventud Antoniana Salta - Cipolletti 2:0                        |
| Huracán Corrientes - Godoy Cruz Antonio Tomba 3:1                |
| Olimpo Bahía Blanca - Instituto Córdoba 4:2                      |

### Interior 20
| 23 - 24 marca 1999                                                 |
| ------------------------------------------------------------------ |
| Instituto Córdoba - Atlético Tucumán 2:4                           |
| Godoy Cruz Antonio Tomba - Olimpo Bahía Blanca 1:0                 |
| Cipolletti - Huracán Corrientes 3:1                                |
| Douglas Haig Pergamino - Juventud Antoniana Salta 1:1              |
| Gimnasia y Tiro Salta - Almirante Brown Arrecifes 0:1              |
| San Martín Tucumán - San Martín San Juan 2:1                       |
| Gimnasia y Esgrima Concepcion del Uruguay - San Martín Mendoza 3:0 |
| Aldosivi Mar del Plata - Atlético Rafaela 2:1                      |

### Interior 21
| 27 - 28 marca 1999                                                  |
| ------------------------------------------------------------------- |
| Atlético Tucumán - Atlético Rafaela 2:1                             |
| San Martín Mendoza - Aldosivi Mar del Plata 3:0                     |
| San Martín San Juan - Gimnasia y Esgrima Concepcion del Uruguay 1:0 |
| Almirante Brown Arrecifes - San Martín Tucumán 0:2                  |
| Juventud Antoniana Salta - Gimnasia y Tiro Salta 1:2                |
| Huracán Corrientes - Douglas Haig Pergamino 1:0                     |
| Olimpo Bahía Blanca - Cipolletti 1:1                                |
| Instituto Córdoba - Godoy Cruz Antonio Tomba 0:1                    |

### Interior 22
| 1 - 4 kwietnia 1999                                                       |
| ------------------------------------------------------------------------- |
| Godoy Cruz Antonio Tomba - Atlético Tucumán 1:2                           |
| Cipolletti - Instituto Córdoba 1:1                                        |
| Douglas Haig Pergamino - Olimpo Bahía Blanca 1:1                          |
| Gimnasia y Tiro Salta - Huracán Corrientes 1:0                            |
| San Martín Tucumán - Juventud Antoniana Salta 4:3                         |
| Gimnasia y Esgrima Concepcion del Uruguay - Almirante Brown Arrecifes 3:0 |
| Aldosivi Mar del Plata - San Martín San Juan 5:0                          |
| Atlético Rafaela - San Martín Mendoza 2:2                                 |

### Interior 23
| 8 - 11 kwietnia 1999                                                     |
| ------------------------------------------------------------------------ |
| Atlético Tucumán - San Martín Mendoza 1:1                                |
| San Martín San Juan - Atlético Rafaela 0:1                               |
| Almirante Brown Arrecifes - Aldosivi Mar del Plata 0:0                   |
| Juventud Antoniana Salta - Gimnasia y Esgrima Concepcion del Uruguay 2:1 |
| Huracán Corrientes - San Martín Tucumán 2:2                              |
| Olimpo Bahía Blanca - Gimnasia y Tiro Salta 0:0                          |
| Instituto Córdoba - Douglas Haig Pergamino 3:0                           |
| Godoy Cruz Antonio Tomba - Cipolletti 4:2                                |

### Interior 24
| 15 - 18 kwietnia 1999                                              |
| ------------------------------------------------------------------ |
| Cipolletti - Atlético Tucumán 2:2                                  |
| Douglas Haig Pergamino - Godoy Cruz Antonio Tomba 3:1              |
| Gimnasia y Tiro Salta - Instituto Córdoba 1:0                      |
| San Martín Tucumán - Olimpo Bahía Blanca 3:2                       |
| Gimnasia y Esgrima Concepcion del Uruguay - Huracán Corrientes 4:1 |
| Aldosivi Mar del Plata - Juventud Antoniana Salta 2:1              |
| Atlético Rafaela - Almirante Brown Arrecifes 1:1                   |
| San Martín Mendoza - San Martín San Juan 1:1                       |

### Interior 25
| 20 - 21 kwietnia 1999                                               |
| ------------------------------------------------------------------- |
| Atlético Tucumán - San Martín San Juan 2:0                          |
| Almirante Brown Arrecifes - San Martín Mendoza 4:1                  |
| Juventud Antoniana Salta - Atlético Rafaela 2:0                     |
| Huracán Corrientes - Aldosivi Mar del Plata 1:2                     |
| Olimpo Bahía Blanca - Gimnasia y Esgrima Concepcion del Uruguay 3:2 |
| Instituto Córdoba - San Martín Tucumán 4:0                          |
| Godoy Cruz Antonio Tomba - Gimnasia y Tiro Salta 4:3                |
| Cipolletti - Douglas Haig Pergamino 4:3                             |

### Interior 26
| 24 - 25 kwietnia 1999                                             |
| ----------------------------------------------------------------- |
| Douglas Haig Pergamino - Atlético Tucumán 1:1                     |
| Gimnasia y Tiro Salta - Cipolletti 2:0                            |
| San Martín Tucumán - Godoy Cruz Antonio Tomba 2:1                 |
| Gimnasia y Esgrima Concepcion del Uruguay - Instituto Córdoba 1:0 |
| Aldosivi Mar del Plata - Olimpo Bahía Blanca 1:0                  |
| Atlético Rafaela - Huracán Corrientes 4:1                         |
| San Martín Mendoza - Juventud Antoniana Salta 0:0                 |
| San Martín San Juan - Almirante Brown Arrecifes 0:0               |

### Interior 27
| 29 - 2 maja 1999                                                         |
| ------------------------------------------------------------------------ |
| Atlético Tucumán - Almirante Brown Arrecifes 2:1                         |
| Juventud Antoniana Salta - San Martín San Juan 1:0                       |
| Huracán Corrientes - San Martín Mendoza 2:1                              |
| Olimpo Bahía Blanca - Atlético Rafaela 0:3                               |
| Instituto Córdoba - Aldosivi Mar del Plata 3:0                           |
| Godoy Cruz Antonio Tomba - Gimnasia y Esgrima Concepcion del Uruguay 3:2 |
| Cipolletti - San Martín Tucumán 4:1                                      |
| Douglas Haig Pergamino - Gimnasia y Tiro Salta 3:2                       |

### Interior 28
| 6 - 8 maja 1999                                            |
| ---------------------------------------------------------- |
| Gimnasia y Tiro Salta - Atlético Tucumán 0:1               |
| San Martín Tucumán - Douglas Haig Pergamino 2:1            |
| Gimnasia y Esgrima Concepcion del Uruguay - Cipolletti 1:0 |
| Aldosivi Mar del Plata - Godoy Cruz Antonio Tomba 2:1      |
| Atlético Rafaela - Instituto Córdoba 1:1                   |
| San Martín Mendoza - Olimpo Bahía Blanca 2:1               |
| San Martín San Juan - Huracán Corrientes 2:0               |
| Almirante Brown Arrecifes - Juventud Antoniana Salta 2:2   |

### Interior 29
| 13 - 16 maja 1999                                                      |
| ---------------------------------------------------------------------- |
| Atlético Tucumán - Juventud Antoniana Salta 2:0                        |
| Huracán Corrientes - Almirante Brown Arrecifes 1:0                     |
| Olimpo Bahía Blanca - San Martín San Juan 2:0                          |
| Instituto Córdoba - San Martín Mendoza 3:0                             |
| Godoy Cruz Antonio Tomba - Atlético Rafaela 1:2                        |
| Cipolletti - Aldosivi Mar del Plata 3:1                                |
| Douglas Haig Pergamino - Gimnasia y Esgrima Concepcion del Uruguay 2:2 |
| Gimnasia y Tiro Salta - San Martín Tucumán 3:0                         |

### Interior 30
| 20 - 23 maja 1999                                                     |
| --------------------------------------------------------------------- |
| San Martín Tucumán - Atlético Tucumán 0:0                             |
| Gimnasia y Esgrima Concepcion del Uruguay - Gimnasia y Tiro Salta 1:1 |
| Aldosivi Mar del Plata - Douglas Haig Pergamino 4:1                   |
| Atlético Rafaela - Cipolletti 1:2                                     |
| San Martín Mendoza - Godoy Cruz Antonio Tomba 2:0                     |
| San Martín San Juan - Instituto Córdoba 1:1                           |
| Almirante Brown Arrecifes - Olimpo Bahía Blanca 2:2                   |
| Juventud Antoniana Salta - Huracán Corrientes 2:0                     |

### Tabela Zona Interior
| Poz | Klub                                      | Mecze | Zw | Rem | Por | Pkt | BrZd | BrStr |
| --- | ----------------------------------------- | ----- | -- | --- | --- | --- | ---- | ----- |
| 1   | Instituto Córdoba                         | 30    | 17 | 6   | 7   | 57  | 57   | 30    |
| 2   | Atlético Tucumán                          | 30    | 17 | 6   | 7   | 57  | 55   | 29    |
| 3   | Cipolletti                                | 30    | 15 | 8   | 7   | 53  | 56   | 45    |
| 4   | Juventud Antoniana Salta                  | 30    | 13 | 7   | 10  | 46  | 44   | 33    |
| 5   | San Martín Tucumán                        | 30    | 13 | 7   | 10  | 46  | 43   | 48    |
| 6   | Atlético Rafaela                          | 30    | 12 | 8   | 10  | 44  | 45   | 36    |
| 7   | Olimpo Bahía Blanca                       | 30    | 11 | 10  | 9   | 43  | 43   | 44    |
| 8   | Almirante Brown Arrecifes                 | 30    | 12 | 6   | 12  | 42  | 42   | 41    |
| 9   | Aldosivi Mar del Plata                    | 30    | 12 | 6   | 12  | 42  | 39   | 41    |
| 10  | San Martín Mendoza                        | 30    | 10 | 8   | 12  | 38  | 36   | 42    |
| 11  | Gimnasia y Esgrima Concepcion del Uruguay | 30    | 10 | 7   | 13  | 37  | 41   | 41    |
| 12  | San Martín San Juan                       | 30    | 8  | 12  | 10  | 36  | 29   | 35    |
| 13  | Gimnasia y Tiro Salta                     | 30    | 8  | 10  | 12  | 34  | 37   | 45    |
| 14  | Godoy Cruz Antonio Tomba                  | 30    | 8  | 6   | 16  | 30  | 34   | 54    |
| 15  | Huracán Corrientes                        | 30    | 7  | 8   | 15  | 29  | 29   | 47    |
| 16  | Douglas Haig Pergamino                    | 30    | 6  | 7   | 17  | 25  | 37   | 56    |

### Tabela spadkowa Interior
| Poz | Klub                                      | 1996/97 pkt | 1997/98 pkt | 1998/99 pkt | Razem pkt | Razem mecze | Średnia |
| --- | ----------------------------------------- | ----------- | ----------- | ----------- | --------- | ----------- | ------- |
| 1   | Instituto Córdoba                         | 22          | 58          | 57          | 137       | 76          | 1.802   |
| 2   | Atlético Tucumán                          | 21          | 43          | 57          | 121       | 76          | 1.592   |
| 3   | Atlético Rafaela                          | 28          | 45          | 44          | 117       | 76          | 1.539   |
| 4   | Juventud Antoniana Salta                  | 0           | 0           | 46          | 46        | 30          | 1.533   |
| 5   | San Martín Tucumán                        | 23          | 47          | 46          | 116       | 76          | 1.526   |
| 6   | San Martín San Juan                       | 28          | 48          | 36          | 112       | 76          | 1.473   |
| 7   | Almirante Brown Arrecifes                 | 0           | 45          | 42          | 87        | 60          | 1.450   |
| 8   | Cipolletti                                | 15          | 34          | 53          | 102       | 76          | 1.342   |
| 9   | Godoy Cruz Antonio Tomba                  | 28          | 42          | 30          | 100       | 76          | 1.315   |
| 10  | Olimpo Bahía Blanca                       | 26          | 29          | 43          | 98        | 76          | 1.289   |
| 11  | Gimnasia y Tiro Salta                     | 26          | 0           | 33          | 59        | 46          | 1.282   |
| 12  | Aldosivi Mar del Plata                    | 17          | 36          | 42          | 95        | 76          | 1.250   |
| 13  | Gimnasia y Esgrima Concepcion del Uruguay | 0           | 0           | 37          | 37        | 30          | 1.233   |
| 14  | San Martín Mendoza                        | 0           | 28          | 38          | 66        | 60          | 1.100   |
| 15  | Huracán Corrientes                        | 0           | 35          | 29          | 64        | 60          | 1.066   |
| 16  | Douglas Haig Pergamino                    | 13          | 25          | 24          | 62        | 76          | 0.815   |

## Pierwsze baraże

### Półfinał
| 29 - 30 maja 1999                                    |
| ---------------------------------------------------- |
| Atlético Tucumán - Chacarita Juniors 1:0             |
| Arsenal Sarandí Buenos Aires - Instituto Córdoba 1:1 |

| czerwiec 1999 |
| --- |
| Chacarita Juniors - Atlético Tucumán 2:1 klub Chacarita Juniors awansował do finału dzięki lepszemu dorobkowi bramkowo-punktowemu     |
| Instituto Córdoba - Arsenal Sarandí Buenos Aires 1:1 klub Instituto awansował do finału dzięki lepszemu dorobkowi bramkowo-punktowemu |

### Finał
| Data            | Mecz                                      |
| --------------- | ----------------------------------------- |
| 12 czerwca 1999 | Instituto Córdoba - Chacarita Juniors 3:0 |
| 19 czerwca 1999 | Chacarita Juniors - Instituto Córdoba 1:0 |

Klub Instituto Córdoba został mistrzem drugiej ligi argentyńskiej i awansował do I ligi (Primera División). Klub Chacarita Juniors zachował jeszcze szanse na wicemistrzostwo lub na szansę w barażach.

## Drugie baraże

### Pierwsza runda
| Mecze 27 - 30 maja 1999                                          |
| ---------------------------------------------------------------- |
| Godoy Cruz Antonio Tomba - Cipolletti 1:1                        |
| Gimnasia y Tiro Salta - Juventud Antoniana Salta 0:1             |
| San Martín San Juan - San Martín Tucumán 2:0                     |
| Gimnasia y Esgrima Concepcion del Uruguay - Atlético Rafaela 0:1 |
| San Martín Mendoza - Olimpo Bahía Blanca 0:2                     |
| Aldosivi Mar del Plata - Almirante Brown Arrecifes 2:0           |
| Morón Buenos Aires - CA All Boys 0:0                             |
| Almagro Buenos Aires - CA Argentino de Quilmes 0:1               |
| CA Banfield - Club El Porvenir 2:2                               |
| Deportivo Español - Nueva Chicago Buenos Aires 1:1               |
| Central Córdoba Rosario - Defensa y Justicia Buenos Aires 1:5    |
| San Miguel Buenos Aires - CA Tigre 0:0                           |

| Mecze 3 - 6 czerwca 1999 |
| --- |
| Cipolletti - Godoy Cruz Antonio Tomba 0:0 klub Cipoletti awansował dzięki lepszemu dorobkowi bramkowo-punktowemu                               |
| Juventud Antoniana Salta - Gimnasia y Tiro Salta 1:2 klub Juventud Antoniana awansował dzięki lepszemu dorobkowi bramkowo-punktowemu           |
| San Martín Tucumán - San Martín San Juan 4:0                                                                                                   |
| Atlético Rafaela - Gimnasia y Esgrima Concepcion del Uruguay 0:1 klub Atlético Rafaela awansował dzięki lepszemu dorobkowi bramkowo-punktowemu |
| Olimpo Bahía Blanca - San Martín Mendoza 2:1                                                                                                   |
| Almirante Brown Arrecifes - Aldosivi Mar del Plata 2:0 klub Almirante Brown awansował dzięki lepszemu dorobkowi bramkowo-punktowemu            |
| CA All Boys - Morón Buenos Aires 2:1 |
| CA Argentino de Quilmes - Almagro Buenos Aires 1:0                                                                                             |
| Club El Porvenir - CA Banfield 1:0 |
| Nueva Chicago Buenos Aires - Deportivo Español walkower awans klubu Nueva Chicago z przyczyny bankructwa klubu Deportivo Español               |
| Defensa y Justicia Buenos Aires - Central Córdoba Rosario 1:1                                                                                  |
| CA Tigre - San Miguel Buenos Aires 1:1 klub Tigre awansował dzięki lepszemu dorobkowi bramkowo-punktowemu                                      |

### Druga runda
| Mecze 10 - 13 czerwca 1999                                         |
| ------------------------------------------------------------------ |
| CA Tigre - Atlético Tucumán 3:1                                    |
| Defensa y Justicia Buenos Aires - Arsenal Sarandí Buenos Aires 1:0 |
| Nueva Chicago Buenos Aires - Cipolletti 0:0                        |
| Almirante Brown Arrecifes - CA All Boys 2:0                        |
| Club El Porvenir - Juventud Antoniana Salta 1:1                    |
| Atlético Rafaela - CA Argentino de Quilmes 2:1                     |
| Olimpo Bahía Blanca - San Martín Tucumán 2:2                       |

| Mecze 17 - 20 czerwca 1999 |
| --- |
| Atlético Tucumán - CA Tigre 2:2                                                                                                 |
| Arsenal Sarandí Buenos Aires - Defensa y Justicia Buenos Aires 1:2                                                              |
| Cipolletti - Nueva Chicago Buenos Aires 1:0                                                                                     |
| CA All Boys - Almirante Brown Arrecifes 2:0 klub All Boys awansował dzięki lepszemu dorobkowi bramkowo-punktowemu               |
| Juventud Antoniana Salta - Club El Porvenir 0:0 klub Juventud Antoniana awansował dzięki lepszemu dorobkowi bramkowo-punktowemu |
| CA Argentino de Quilmes - Atlético Rafaela 3:3                                                                                  |
| San Martín Tucumán - Olimpo Bahía Blanca 2:0                                                                                    |

### Ćwierćfinał
| Mecze 25 - 27 czerwca 1999                        |
| ------------------------------------------------- |
| CA Tigre - Chacarita Juniors 1:0                  |
| Defensa y Justicia Buenos Aires - Cipolletti 2:0  |
| Atlético Rafaela - CA All Boys 2:3                |
| San Martín Tucumán - Juventud Antoniana Salta 0:0 |

| Mecze 29 - 30 czerwca 1999                                                                                      |
| --- |
| Chacarita Juniors - CA Tigre 1:0 klub Chacarita Juniors awansował dzięki lepszemu dorobkowi bramkowo-punktowemu |
| Cipolletti - Defensa y Justicia Buenos Aires 2:1                                                                |
| CA All Boys - Atlético Rafaela 2:1                                                                              |
| Juventud Antoniana Salta - San Martín Tucumán 1:0                                                               |

### Półfinał
| Mecze 3 - 4 lipca 1999                                  |
| ------------------------------------------------------- |
| Defensa y Justicia Buenos Aires - Chacarita Juniors 1:1 |
| Juventud Antoniana Salta - CA All Boys 2:1              |

| Mecze 10 - 11 lipca 1999                                |
| ------------------------------------------------------- |
| Chacarita Juniors - Defensa y Justicia Buenos Aires 3:1 |
| CA All Boys - Juventud Antoniana Salta 3:5              |

### Finał
| Data          | Mecz                                             |
| ------------- | ------------------------------------------------ |
| 17 lipca 1999 | Juventud Antoniana Salta - Chacarita Juniors 1:1 |
| 24 lipca 1999 | Chacarita Juniors - Juventud Antoniana Salta 1:0 |

Klub Chacarita Juniors został wicemistrzem drugiej ligi i awansował do pierwszej ligi argentyńskiej.

## Baraże o utrzymanie się w II lidze

### Półfinał
| mecze 17 - 18 lipca 1999                                                  |
| ------------------------------------------------------------------------- |
| Douglas Haig Pergamino - General Paz Juniors Córdoba 0:0 (dog), karne 5:4 |
| Huracán Corrientes - Villa Mitre Bahía Blanca 1:3                         |

### Finał
| Data          | Mecz                                                  |
| ------------- | ----------------------------------------------------- |
| 25 lipca 1999 | Douglas Haig Pergamino - Villa Mitre Bahía Blanca 1:3 |

Klub Villa Mitre Bahía Blanca awansował do drugiej ligi, natomiast Douglas Haig Pergamino i Huracán Corrientes spadły do III ligi (Torneo Argentino A).